# Union sportive d'Apt XIII
Maillots
Actualités
L'Union sportive d'Apt XIII est un club de rugby à XIII français, situé à Apt dans le département du Vaucluse. L'équipe première du club évolue dans le championnat de France de rugby à XIII de troisième division : la Nationale 1.
Le club comporte également une section de rugby à XIII fauteuil, demi-finaliste du championnat de France Élite 2 (deuxième division) en 2019.
A noter que les joueurs de ce club ont comme surnom les « Ocriers »....comme ceux du club voisin de Gargas, avec lequel ils ne doivent pas être confondus malgré des liens étroits.

## Palmarès
- Championnat de France Élite 2 Rugby fauteuil
  - Demi-Finaliste : 2019[2]
- Championnat de France Nationale 1 (alors « Championnat de France 2ème division »)
  - Vainqueur : 1958[4]